# Cirkusrevyen 2008
Cirkusrevyen 2008 er nok det mest succesrige år for Cirkusrevyen. De solgte 163.000 billetter og fik næsten kun 5 stjerne fra anmelderne. Der var premier den 22. Maj i teltet på Bakken og sidste forestilling var den 30. August i Aalborg Kongres og Kultur Center

## Medvirkende
- Lisbet Dahl
- Ulf Pilgaard
- Henrik Lykkegaard
- Ditte Hansen
- Niels Ellegaard

## Balletten
- Mark Agerskov
- Michael Olesen
- Anja Holmstrup Jørgensen
- Anne Buch
- Camilla Skovgaard
- Sandie de Fries
- Henrik Silas Bering Winther
- Martin Ingleby

## Musikere
- James Price (Kapelmester)
- Peter Fältskog
- Thomas Erdinger
- Thomas Ovesen
- Thomas Jaque
- Søren Anker Nielsen
- Knud Erik Nørgaard

## Folk bag ved
- Instruktør : Lisbet Dahl
- Kapelmester : James Price
- Scenograf : Niels Secher
- Koreograf : Zitta de Fries
- Regissør  : Louise Steen Petersen

## Numre
| Nr. | Navn                      | Medvirkende            |
| --- | ------------------------- | ---------------------- |
| 1.  | Velkommen                 | Lisbet                 |
| 2.  | Himlen er blå             | Alle                   |
| 3.  | Fejlbahandling            | Lisbet og Ulf          |
| 4.  | Niels Astaire Ellegaard   | Niels                  |
| 5.  | Sangens år                | Ditte og Lisbet        |
| 6.  | Tusind tak                | Henrik og Niels        |
| 7.  | Her sku´ der ha´ været... | Lisbet                 |
| 8.  | Guds hus                  | Ulf og Ditte           |
| 9.  | Sneglens vise             | Henrik                 |
| 10. | Bollywood                 | Balletten              |
| 11. | Undskyld frk.             | Lisbet og Ditte        |
| 12. | Mit lille verdensbillede  | Ulf                    |
| 13. | Rollo og Lola             | Lisbet, Niels og Ditte |
| 14. | Ding dong                 | Ulf og Henrik          |
| 15. | Meld dig                  | Alle                   |

2. Akt
| Nr. | Navn                             | Medvirkende            |
| --- | -------------------------------- | ---------------------- |
| 16. | En mellemlanding                 | Henrik                 |
| 17. | Danmarks mægtigste mand          | Niels                  |
| 18. | Kært barn                        | Lisbet                 |
| 19. | 3 små mandater                   | Niels, Henrik og Ulf   |
| 20. | Junkie                           | Ditte                  |
| 21. | Keep swingin´                    | Balletten              |
| 22. | Jacob                            | Niels                  |
| 23. | En tur i baljen                  | Ditte og Henrik        |
| 24. | På balkonen                      | Ulf                    |
| 25. | Tror i, det er for sjov det her? | Ditte, Niels og Henrik |
| 26. | Bli'r det snart til noget?       | Lisbet                 |
| 27. | Det var så det                   | Alle                   |